# IFAF Asia
IFAF Asia es la federación de fútbol americano rectora de este deporte en toda Asia y es la representante de ese continente ante la IFAF. Se encarga de la clasificación de los equipos asiáticos que asisten a la Copa Mundial de Fútbol Americano. IFAF Asia reemplazó en 2012 a la llamada Federación Asiática de Fútbol Americano (inglés: Asian Federation of American Football; AFAF).
La federación más vieja de IFAF Asia es la Japonesa (JAFA), que fue fundada en 1934 con 3 equipos colegiales. En los años 40 después de la Segunda Guerra Mundial aparecieron equipos de preparatorias y secundarias. Los administradores son voluntarios con experiencia en el campo de juego

## Miembros
- Arabia Saudita
- Catar
- Corea del Sur
- India
- Japón
- Kuwait
- Mongolia
- Filipinas
- Tailandia